# Holy Cross Cemetery (Brooklyn)

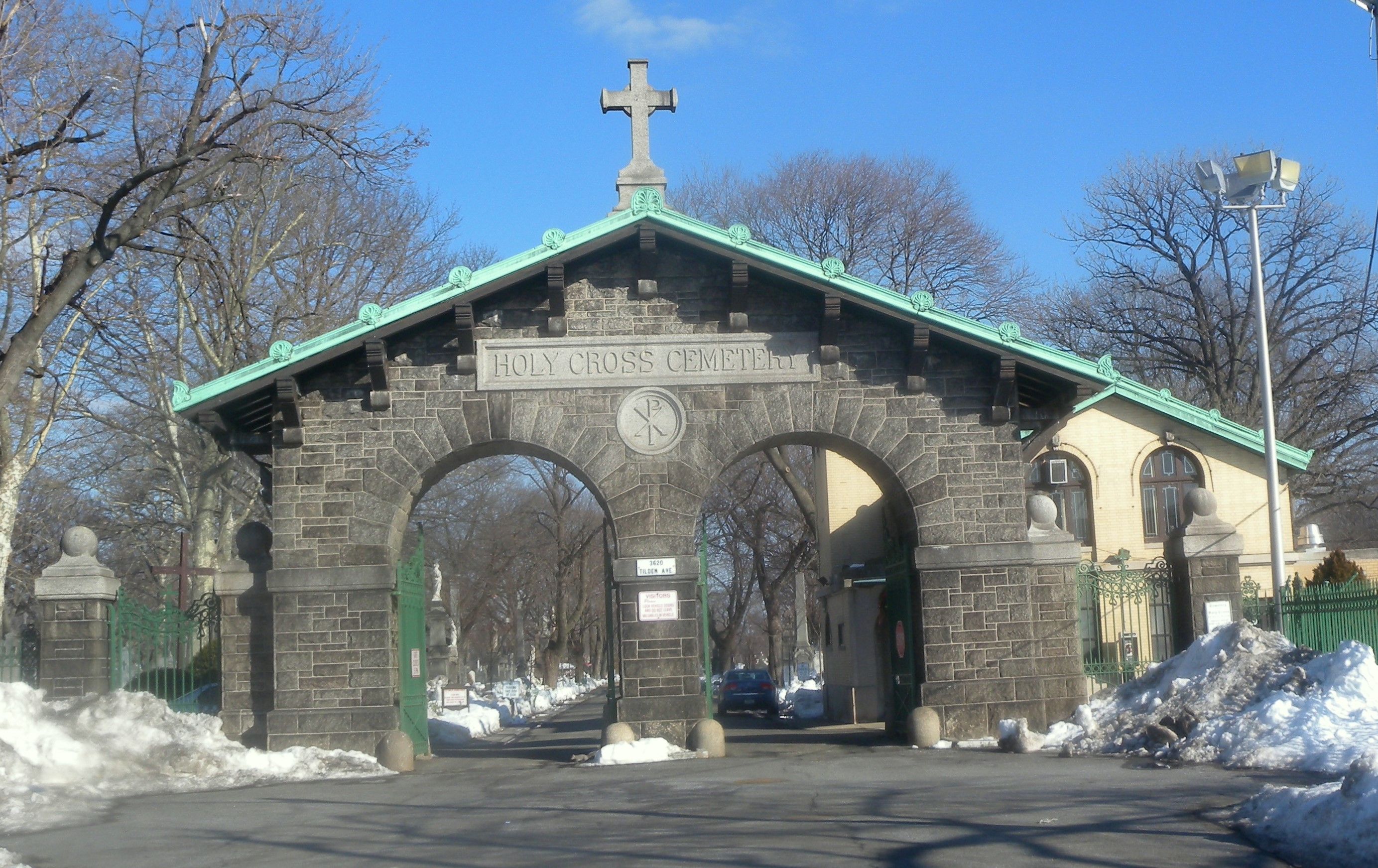
Tilden Avenue Gate (Februar 2011)

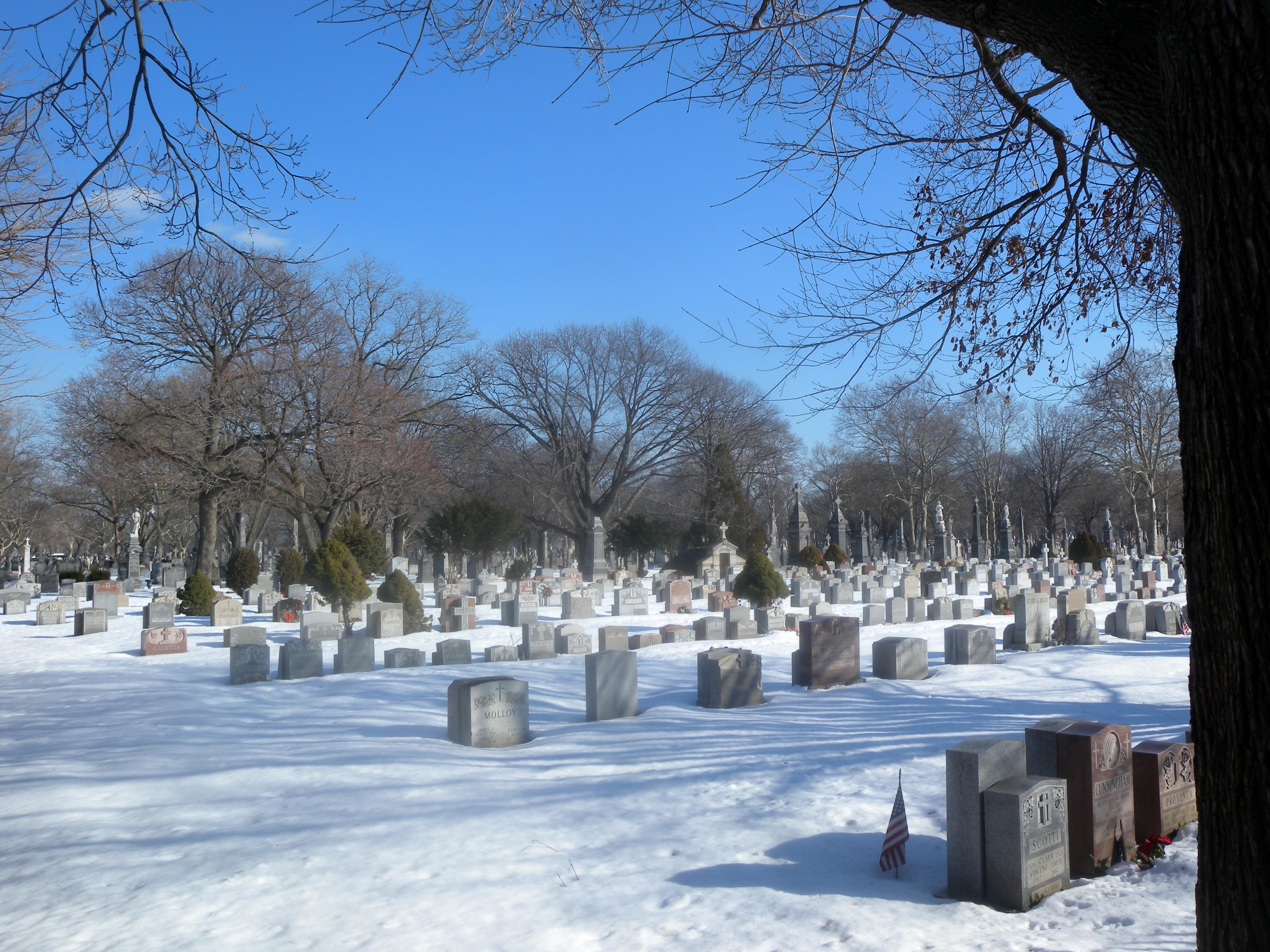

Holy Cross Cemetery (Brooklyn) (deutsch: Friedhof „Heiliges Kreuz“) ist ein US-amerikanischer Friedhof im Stadtteil Brooklyn von New York City.
Der Friedhof befindet sich an der 3620 Tilden Avenue im Viertel East Flatbush des Kings County in Brooklyn und gehört zum katholischen Bistum Brooklyn.

## Bekannte beerdigte Personen
- Matthew T. Abruzzo (1889–1971), Bundesrichter
- John J. Bennett (1894–1967), Jurist und Politiker
- Lucy Burns (1879–1966), Suffragette und Frauenrechtlerin
- Felix Campbell (1829–1902), Politiker
- Louis Capone (1896–1944), Mobster der Murder, Inc.
- John Michael Clancy (1837–1903), Politiker
- William E. Cleary (1849–1932), Politiker
- Thomas H. Cullen (1868–1944), Politiker
- John J. Delaney (1878–1948), Politiker
- Daniel J. Griffin (1880–1926), Politiker
- James J. Heffernan (1888–1967), Politiker
- Gil Hodges (1924–1972), Major-League-Baseballspieler und Manager
- Denis M. Hurley (1843–1899), Politiker
- Thomas Kinsella (1832–1884), Politiker
- Ardolph Loges Kline (1858–1930), Politiker, Mitglied des Repräsentantenhauses und New Yorker Bürgermeister
- Thomas F. Magner (1860–1945), Politiker
- James H. O’Brien (1860–1924), Politiker
- Daniel O’Reilly (1838–1911), Politiker
- Donald L. O’Toole (1902–1964), Politiker
- John J. Rooney (1903–1975), Politiker
- Andrew Lawrence Somers (1895–1949), Politiker
- Michael F. Walsh (1894–1956), Jurist und Politiker